# Łoboda oszczepowata
Łoboda oszczepowata (Atriplex prostrata Boucher ex DC.) – gatunek rośliny jednorocznej w różnych systemach klasyfikacyjnych włączany do rodziny komosowatych lub szarłatowatych. Jako gatunek rodzimy występuje w Europie, umiarkowanej części Azji i północnej Afryce. Ponadto zawleczony do Ameryki, Australii i Nowej Zelandii. W Polsce gatunek rozpowszechniony na niżu, ale lokalnie bywa rzadki np. w północno-wschodniej części kraju.

## Morfologia

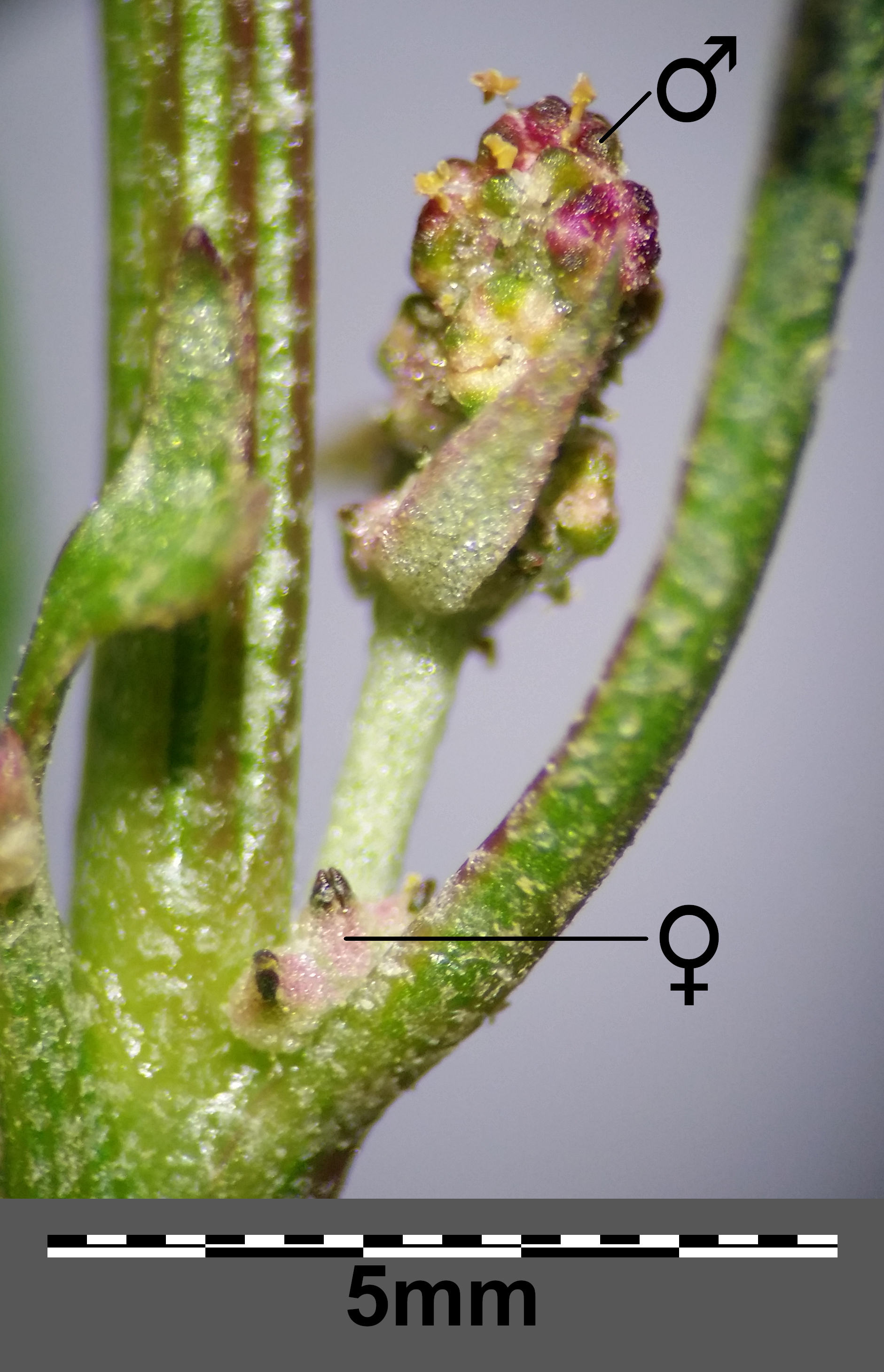
Fragment kwiatostanu

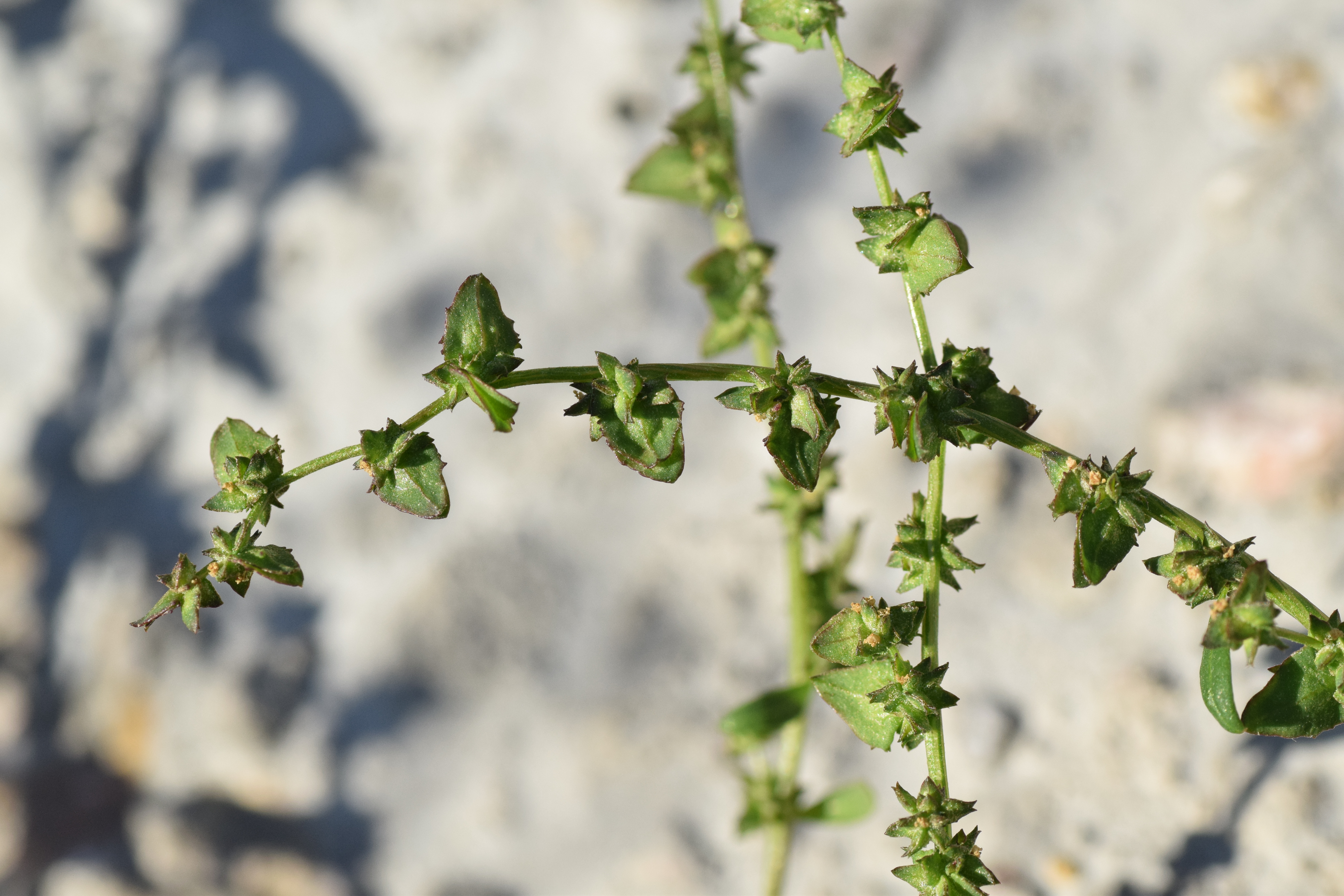
Owoce

ŁodygaWzniesiona lub pokładająca się, silnie prążkowana, o wysokości 30-100 cm.
LiścieUlistnienie przeważnie nakrzyżlegle. Dolne liście są szeroko-trójkątne, oszczepowate, górne lancetowate, całobrzegie.
KwiatyKwiaty jednopłciowe w kłębikach. Posiadają trójkątne podkwiatki o klinowato zwężonych nasadach. Kwitnie od lipca do września.

## Biologia i ekologia
Siedlisko: przydroża, miejsca ruderalne, solniska, wybrzeże morskie, aluwia. W klasyfikacji zbiorowisk roślinnych gatunek charakterystyczny dla All. Chenopodietum fluviatile. Liczba chromosomów 2n = 18.

## Zmienność
- Gatunek bardzo zmienny morfologicznie. Występuje w kilku podgatunkach.
- Tworzy mieszańce z łobodą rozłożystą.